# Oletta
Oletta je naselje in občina v francoskem departmaju Haute-Corse regije - otoka Korzika. Leta 1999 je naselje imelo 830 prebivalcev.

## Geografija
Kraj leži v severnem delu otoka Korzike 19 km jugozahodno od središča Bastie.

## Uprava
Oletta je sedež kantona Conca-d'Oro, v katerega so poleg njegove vključene še občine Barbaggio, Farinole, Olmeta-di-Tuda, Patrimonio, Poggio-d'Oletta, Saint-Florent in Vallecalle s 3.832 prebivalci.
Kanton Conca-d'Oro je sestavni del okrožja Calvi.

## Zanimivosti
- samostam sv. Frančiška, prvotno iz konca 14. stoletja;